# Chute de Tabouna
La chute de Tabouna ou Cascade de Tabouna est une chute d'eau de la basse guinée située dans la commune de Kindia.

## Galeries

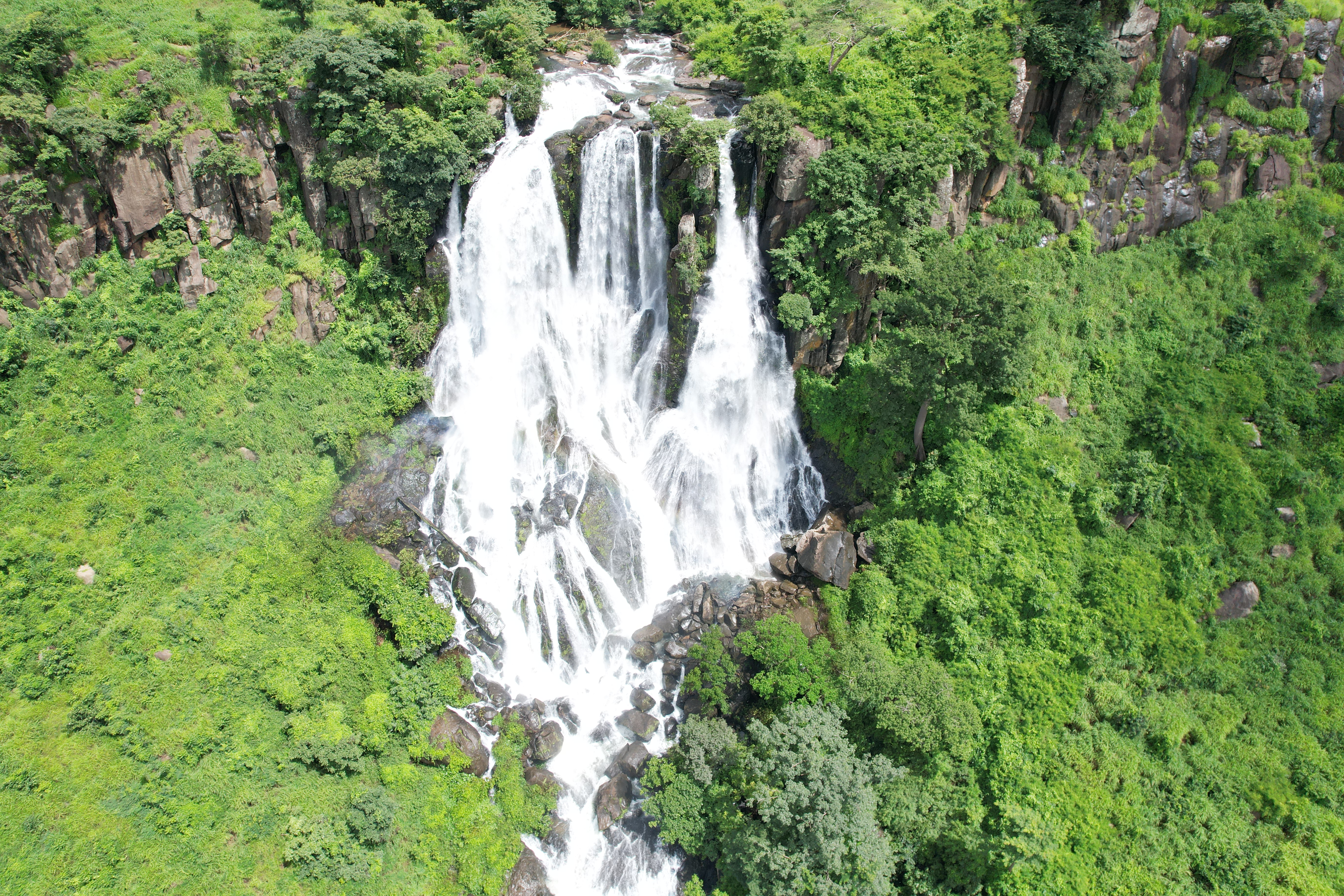
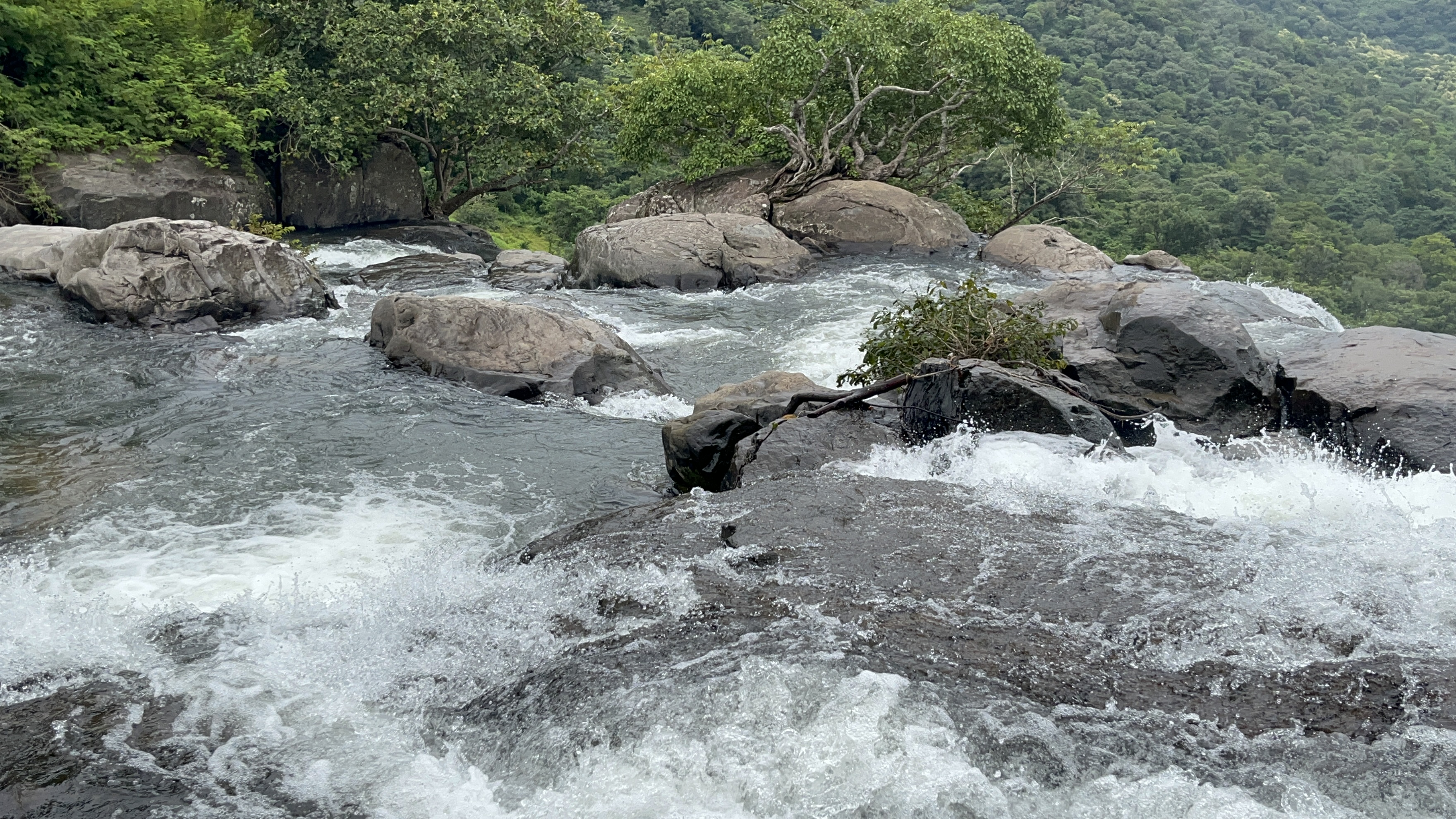
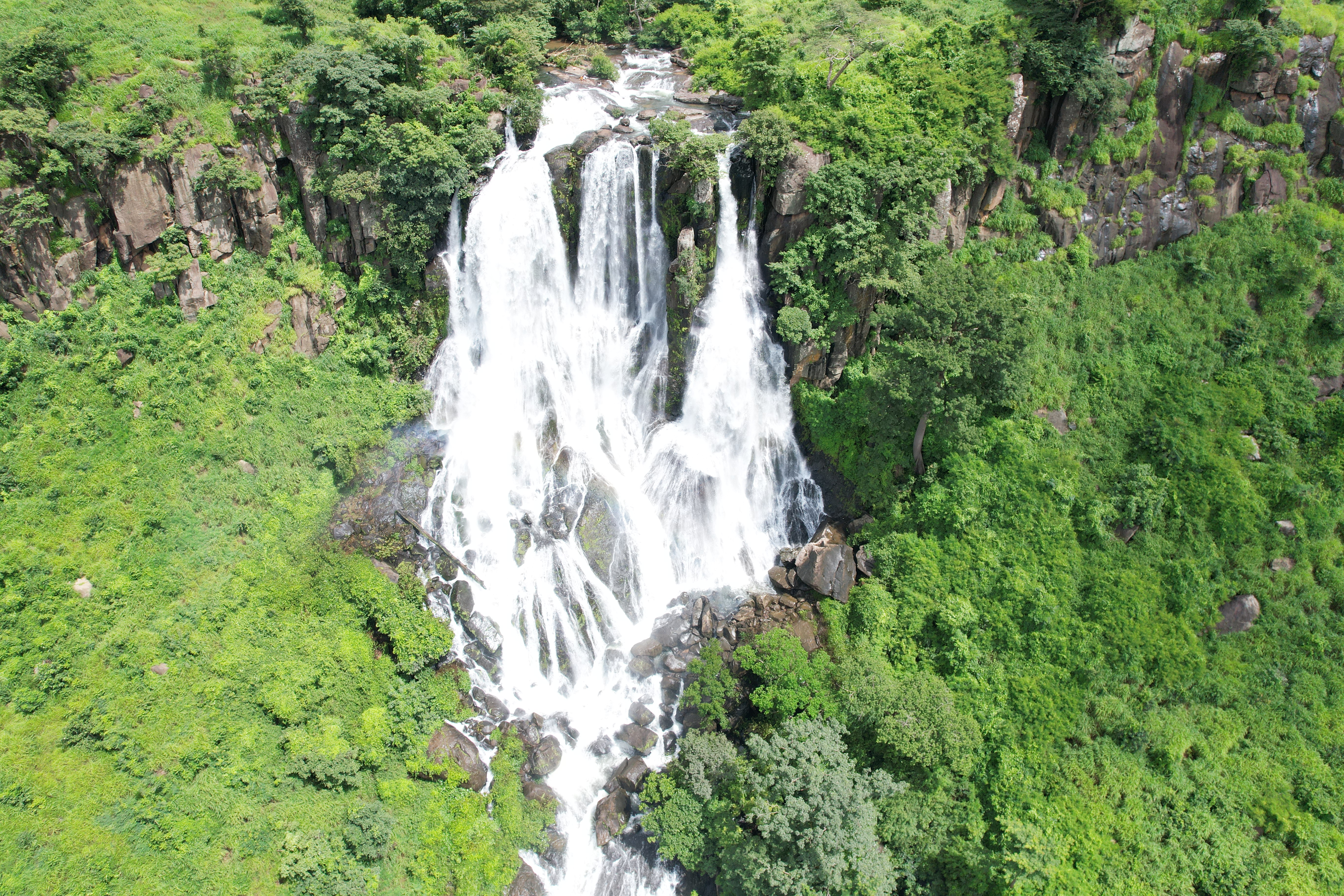